# The Clock
The Clock er en amerikansk stumfilm fra 1917 af William Worthington.

## Medvirkende
- Franklyn Farnum som Jack Tempest
- Agnes Vernon som Vivian Graham
- Frank Whitson som Bob Barrett
- Mark Fenton som John Graham
- Fred Montague som George Morgan